# حطاب الذيب
حطاب الذيب (1930 ـ 2005) ممثل تونسي راحل شارك في العديد من المسلسلات والأفلام التونسية والأجنبية.

## من أفلامه
- 1966 رحلة السعادة
- 1966, الفجر
- 1968, المتمرد
- 1970, أم عباس [1]

## المسلسلات
- 1995, الحصاد
- الدوار، 1992
- مسلسل غادة 1994

## وفاة
توفي مساء الجمعة 9 ديسمبر 2005 في الخامسة والسبعين من عمره.

## روابط خارجية
- حطاب الذيب على موقع IMDb (الإنجليزية)
- حطاب الذيب على موقع قاعدة بيانات الفيلم (الإنجليزية)
- وثائقي عن حطاب الذيب على القناة الوطنية التونسية (على موقع يوتيوب)

## مواضيع ذات صلة
- جميل الجودي
- المسرح الوطني التونسي